# GN-108036
GN-108036 es una galaxia distante. Esta galaxia se descubrió y se confirmó con el telescopio Subaru y el observatorio W. M. Keck, ambos en Hawái. Su estudio se completó con el telescopio espacial Hubble y el telescopio espacial Spitzer Su corrimiento al rojo fue de 7.203 y se formó hace 750 millones de años tras el Big Bang. Tiene un gran número de estrellas.